# Babak Khorramdin
Bābak Khorramdin (persa : بابک خرمدین, Bābak Khorramdin, del persa medio "Pāpak", que significa "Padre joven" ; 795 o 798 - enero de 838) fue un persa y uno de los principales líderes revolucionarios iraníes de los Khorram-Dinān ("Los de la religión alegre" o khurramitas) de Irán, que fue un movimiento libertario local que luchaba contra el califato abasí. La palabra Khorramdin parece ser un término compuesto análogo a dorustdin " ortodoxia " y Behdin "Buena religión" (zoroastrismo), y se considera una rama del neo-mazdakismo. La rebelión iranizante de Babak, desde su base en Azerbaiyán en el noroeste de Irán, pedía un retorno a las glorias políticas del pasado iraní. La rebelión Khorramdin de Babak se extendió a las regiones occidental y central de Irán y duró más de veinte años antes de ser derrotada cuando Babak fue traicionado. La rebelión de Babak mostró la fuerza continua de los sentimientos locales ancestrales iraníes en Azerbaiyán.

## Etimología
Bābak (بابک) es un nombre en persa nuevo que significa "padre," y se deriva del persa medio Pāpak / Pābag (𐭯𐭠𐭯𐭪𐭩), un nombre común en el Irán preislámico y también el nombre hereditario del Imperio Sasánida, cuyo fundador Ardacher I (r. 224–242), era hijo de un príncipe llamado Pabag. El nombre de pila de Babak era al-Hasan.

## Antecedentes

Mapa de Azerbaiyán en el.

Babak nació en 795 (o 798) en Belalabad en el distrito de Mimadh del área de Ardebil, que formaba parte de Azerbaiyán, una región en el noroeste de Irán. El distrito de Mimadh había proporcionado tropas al marzban ("margrave") sasánida de Ardabil durante la conquista musulmana de Irán en 633-654, lo que resultó en la caída de los sasánidas y la conquista de Azerbaiyán. La región estuvo ocupada brevemente por los jázaros en 730 y 731, y desde mediados del siglo VIII había estado bajo la colonización del clan árabe Rawadid. Azerbaiyán estaba poblado por un pueblo iraní conocido como los azerí (adhari), que se distinguían de los persas, aunque estrechamente relacionados. Hablaban la lengua azerí antigua, que según el geógrafo del siglo X al-Maqdisi, era similar al persa.
Muy probablemente Babak no era de origen puramente persa, sino azerí. Su madre Mahru (que significa "Cara de Luna") era una nodriza no musulmana de Azerbaiyán. Las fuentes musulmanas la describen como "tuerta" y, además, Al-Tabari, afirma que quedó embarazada de su hijo tras ser violada por un mercenario. Sin embargo, estas historias son muy probablemente fabricaciones creadas por autores hostiles para deshonrar a Babak. En cuanto a la identidad del padre de Babak, también hay varias hipótesis en conflicto. Al-Waqidi, citado por Ibn Al-Nadim, declara que era un vendedor de aceite de al-Mada'in (Ctesifonte), que se había establecido en Azerbaiyán. Crone entiende que esto significa que era de origen arameo. Sin embargo, Dinawari, un contemporáneo de Babak, concluye y afirma que existe amplia evidencia para apoyar que el verdadero nombre de su padre era Mutahar, un descendiente de Abu Muslim a través de su hija, Fāṭema. C.E. Bosworth sostiene que se debe dar más crédito a esta última versión, ya que otras fuentes son hostiles y se muestran ansiosas por proponer orígenes humildes o menos honrosos para Babak. En las otras fuentes, su nombre se da a veces como Abdallah, y otras como Merdas, Matar, Amir ibn Abdallah o Amir ibn Ahad, todos lo cuales sugieren que aparentemente era musulmán. Asimismo, el padre de Babak también es objeto de una fabricación peyorativa en fuentes musulmanas.
La fe original de Babak es incierta; nació con el nombre musulmán de al-Hasan, y sus tres hermanos, Mu'awiya, Abdallah e Ishaq, también tenían nombres musulmanes. Tener un nombre musulmán no es en sí mismo prueba de creencias religiosas, ya que no era raro que las personas tuvieran un nombre musulmán para "moverse libremente en la sociedad musulmana en virtud de su alta posición en su propia comunidad, como los príncipes armenios."(Crone). Según Crone, quien a su vez sigue a Al-Waqidi, los padres de Babak probablemente no eran más que aldeanos sin tierras, pero sabían que el futuro de Babak y sus hermanos estaba en manos de los caudillos árabes de Azerbaiyán y, por tanto, como una forma de "adaptarse a la estándares del nuevo mundo," los crio como musulmanes.

## Primeros años
Durante la juventud de Babak, su padre viajero fue asesinado cerca de Sabalan. Hasta los doce años, Babak trabajó como pastor de vacas, y luego entró al servicio de un jefe militar árabe llamado Shibl ibn al-Muthanna al-Azdi en Sarab, donde trabajó como mozo y sirviente. Los ghilman ("esclavos") de Shibl le enseñaron a Babak a tocar el laúd. Babak también aprendió a recitar poesía, probablemente en el dialecto azerí local. Según el escritor del siglo XI Abu'l Ma'ali, Babak tocaba el laúd y cantaba canciones para los lugareños mientras trabajaba como vendedor de frutas en el pueblo. Babak se estableció más tarde en la ciudad de Tabriz. Allí trabajó con otro jefe militar árabe, Muhammad ibn Rawwad Azdi durante dos años, hasta que alcanzó la edad adulta y se fue a su aldea, Belalabad. Allí, Babak se encontró con un terrateniente rico e influyente llamado Javidhan, quien al parecer quedó impresionado con su inteligencia y, como resultado, le reclutó a su servicio. A diferencia de los hombres anteriores a los que había servido Babak, Javidhan era un iraní local y el líder de uno de los dos movimientos khurramitas en Azerbaiyán. El líder del otro movimiento khurramita era un tal Abu Imran, que a menudo se enfrentaba con las fuerzas de Javidhan. Durante uno de estos enfrentamientos, Abu Imran fue derrotado y muerto, mientras que Javidhan resultó herido de muerte y murió tres días después. Javidhan fue sucedido por Babak, quien ya se había convertido al khurramismo mientras le servía. Fue probablemente durante este período que Babak cambió su nombre de al-Hasan a Babak.

## Movimiento

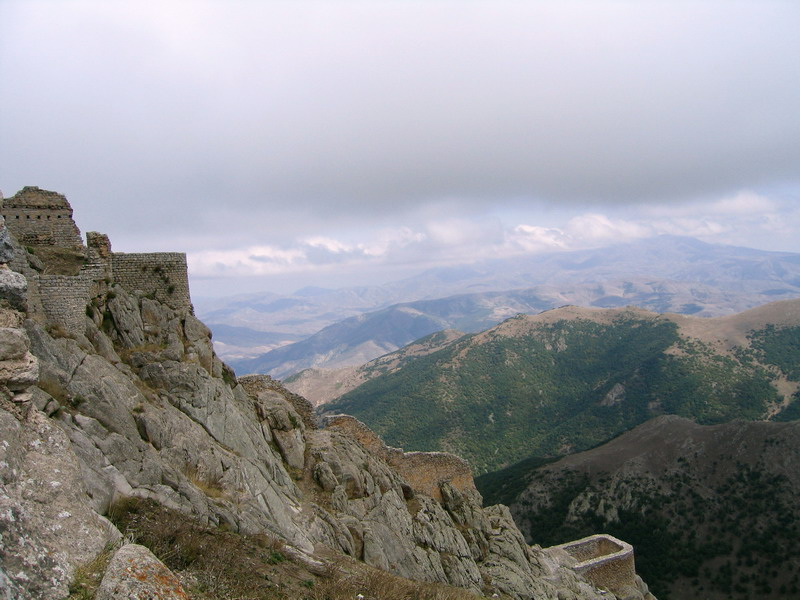
Vista del paisaje desde el castillo.

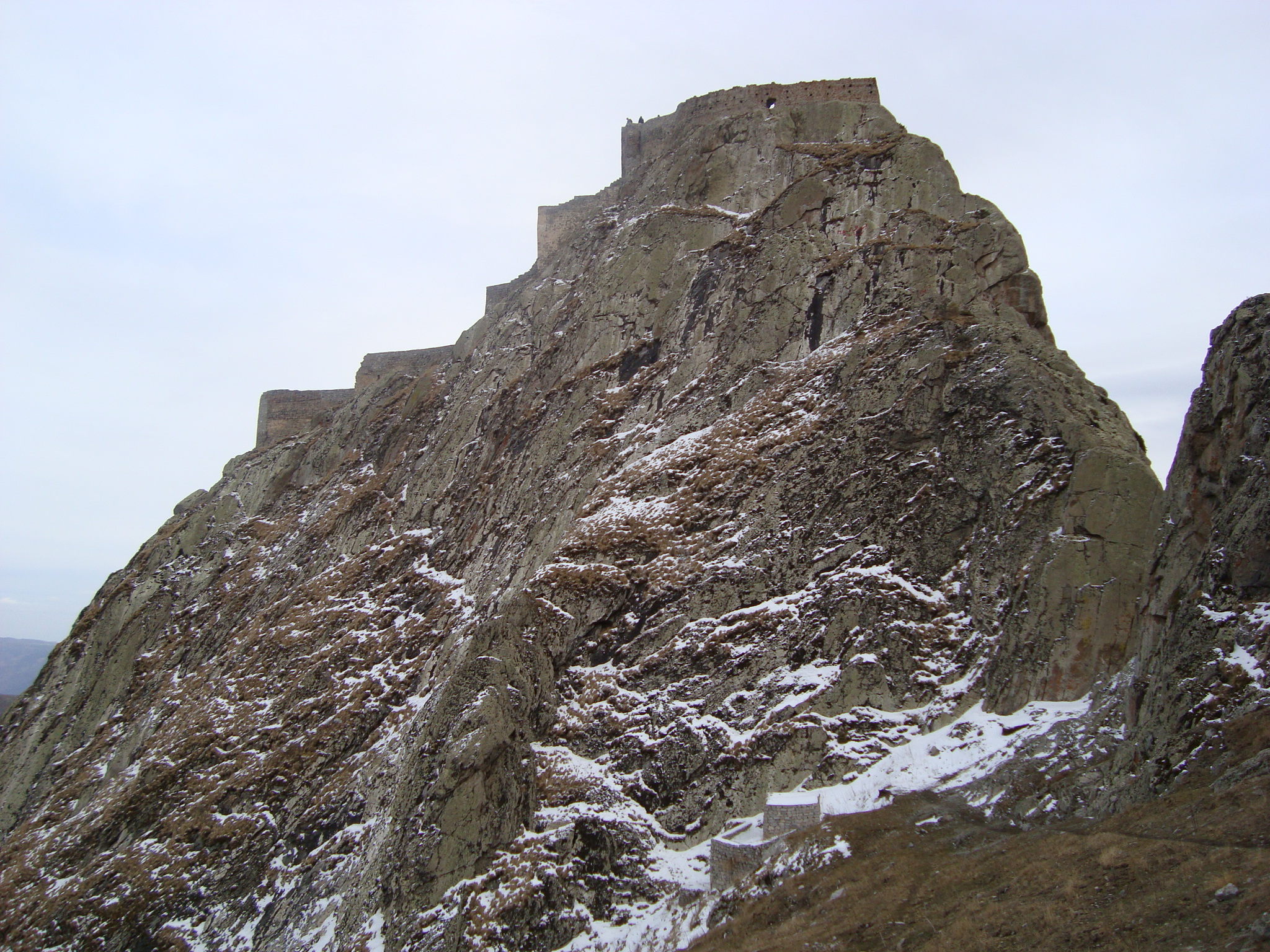
Castillo de Babak.

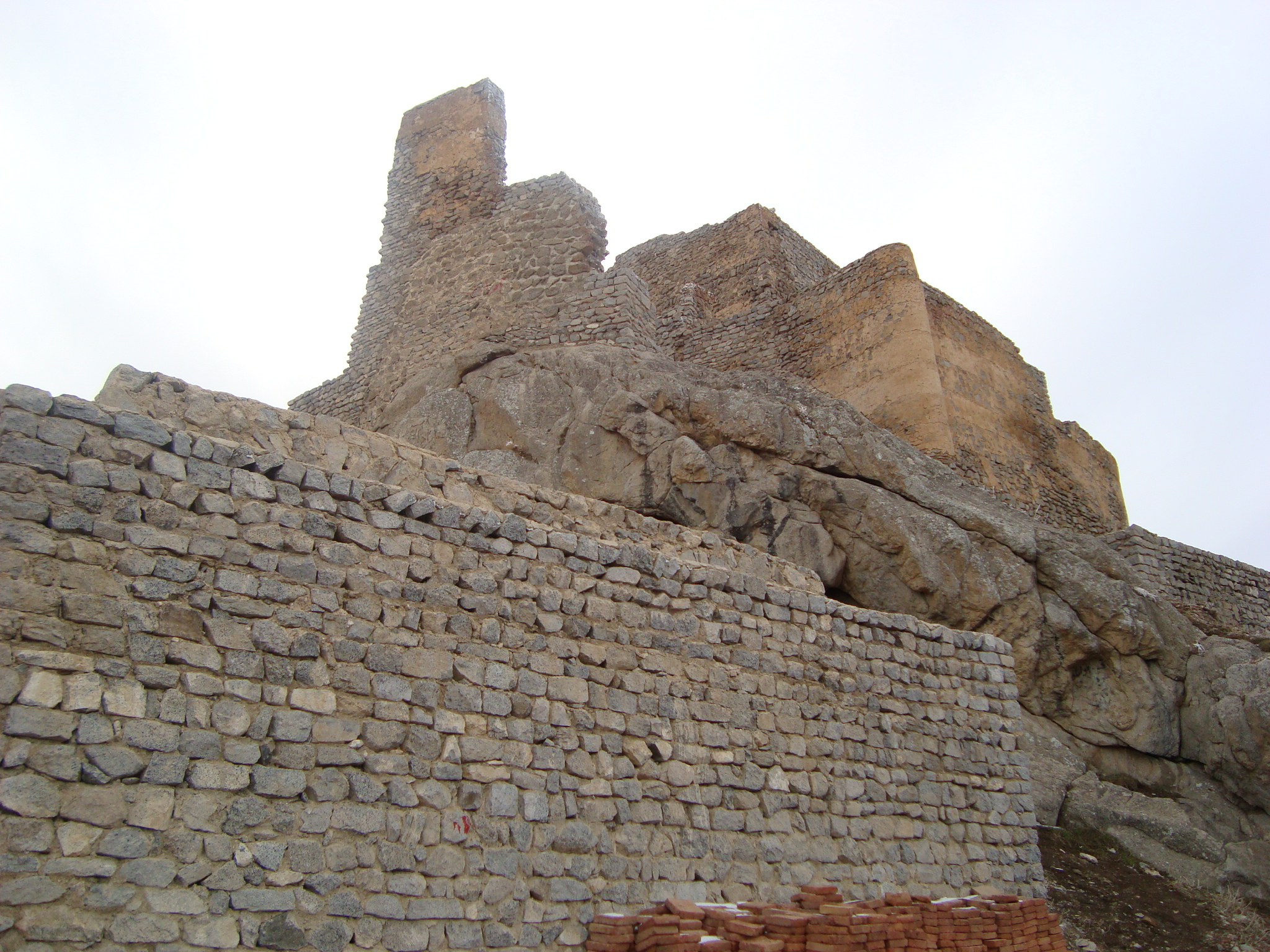
Castillo de Babak.

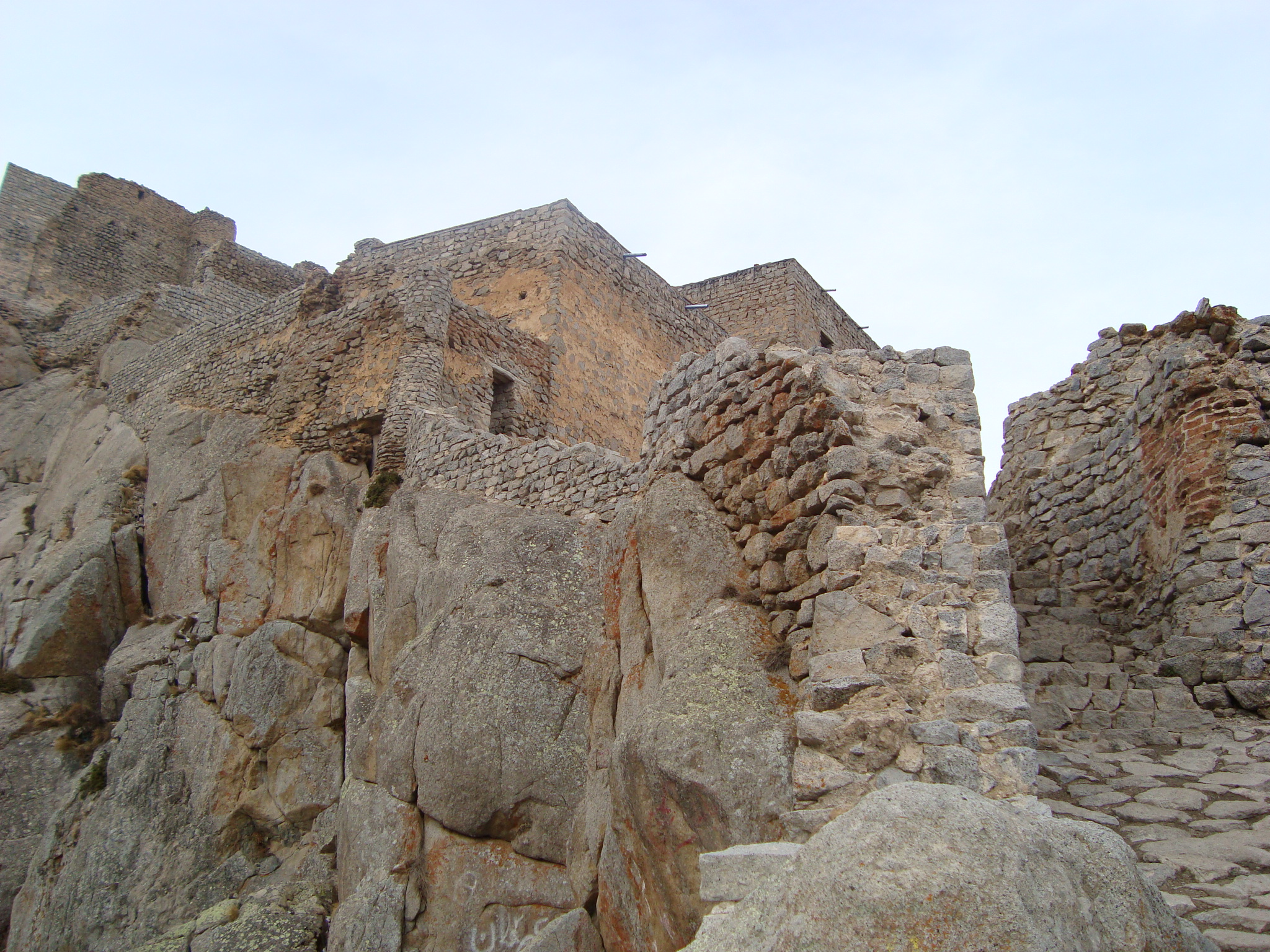
Castillo de Babak.

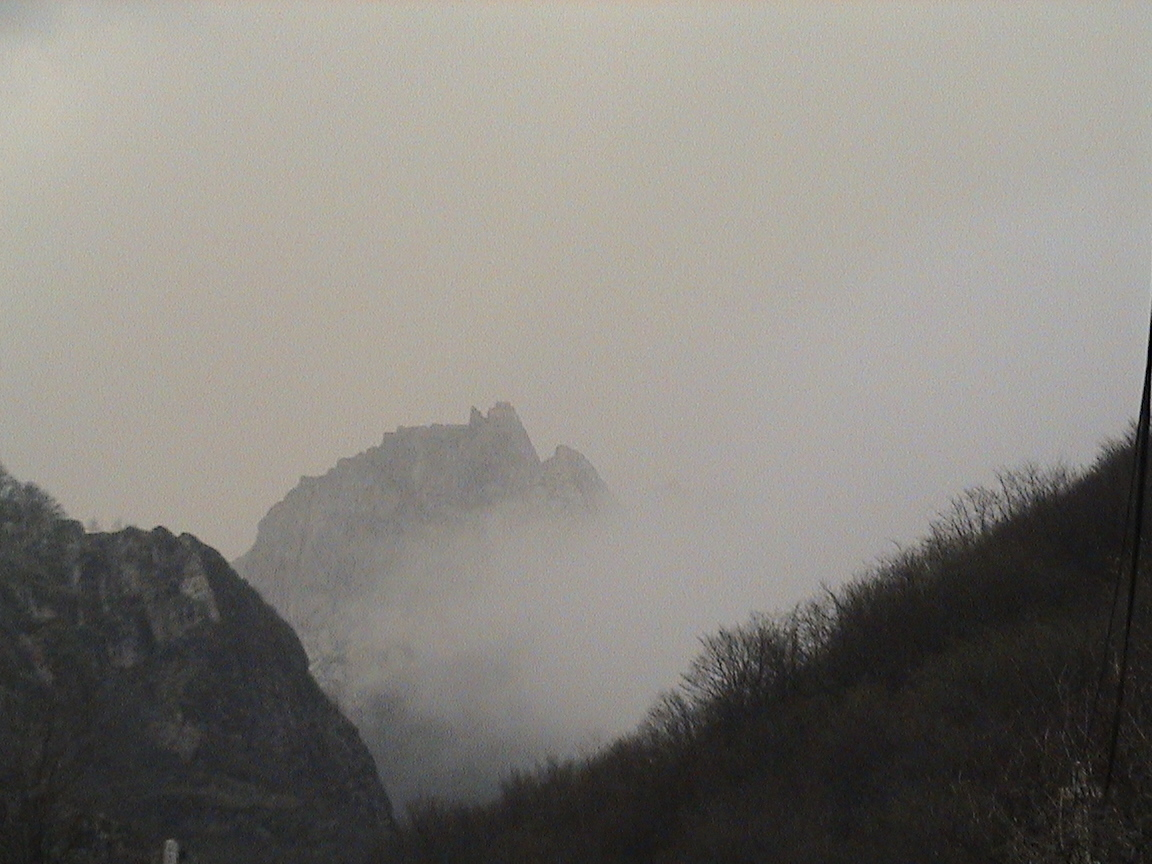
El castillo se podía ver en la cima entre la niebla.

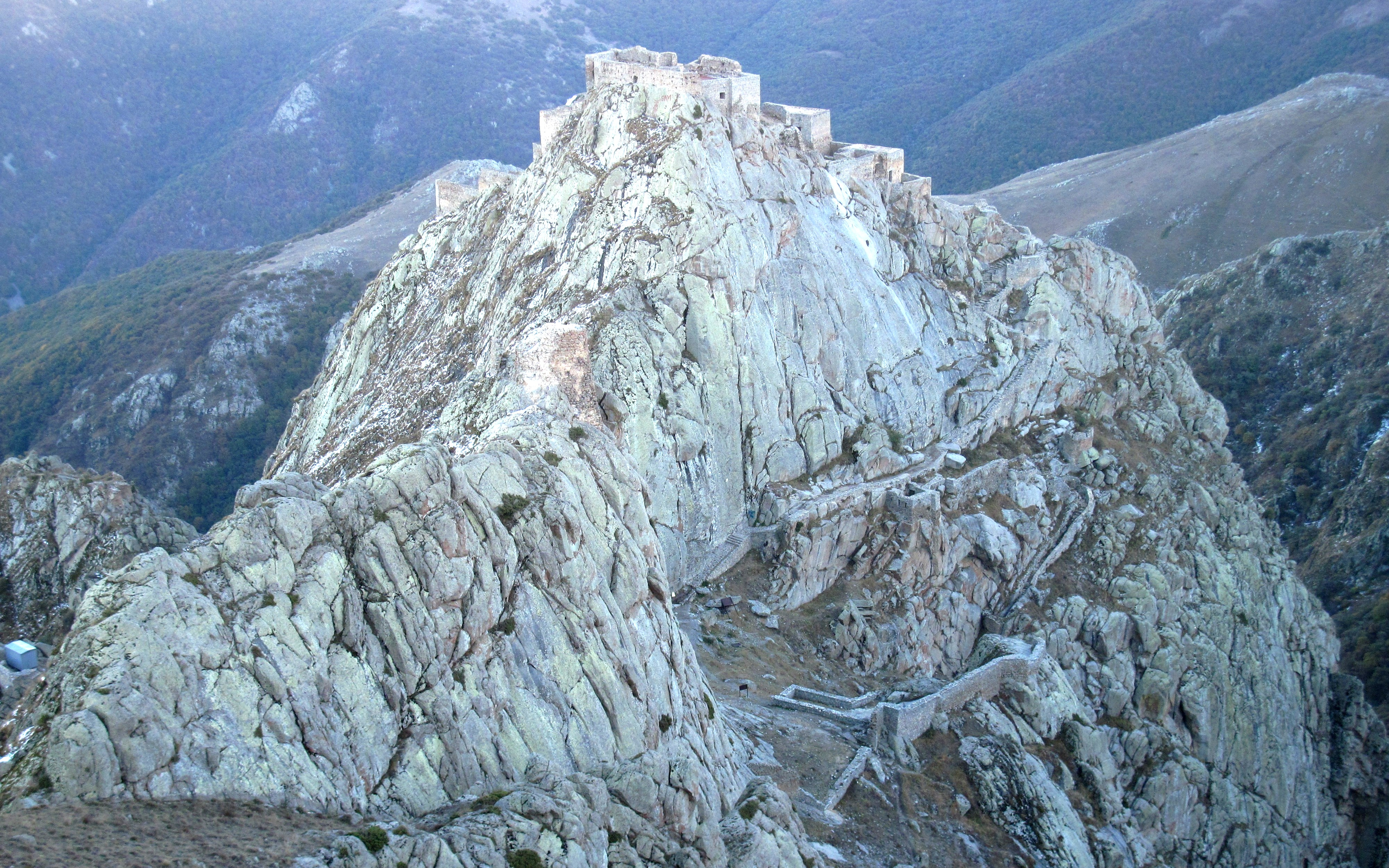
El castillo del campamento.

En 755, Abu Muslim fue asesinado. Aunque había ayudado a los abasíes a derrotar a los antiguos califas, la dinastía omeya, el califa gobernante había dado la orden de asesinarlo, probablemente debido a su creciente popularidad entre los iraníes y los no musulmanes. Muchos iraníes, que esperaban más libertad y más derechos de los nuevos gobernantes, no lograban creer que su héroe hubiera sido asesinado por el califa gobernante a quien consideraban amigo de Irán y de los iraníes.
Este incidente provocó muchas revueltas, principalmente por parte de iracundos khurramitas (Khorram-Dinān) y algunos zoroastrianos. Esto, a su vez, obligó a los califas a utilizar más violencia en contra de la población iraní para mantener bajo control las provincias orientales. Las constantes revueltas no llegaron a su fin en las siguientes décadas, y la población iraní del Califato fue oprimida constantemente. 

Babak se unió a los khurramitas (Khorram-Dinān). La historia de su entrada al movimiento khorrami se cuenta en el relato de Waqed, en resumen, de la siguiente manera: 
Dos hombres ricos llamados Javidhan b. Shahrak (o Shahrak) y Abu 'Emran vivían entonces en las tierras altas alrededor de la montaña de Badd y luchaban por el liderazgo de los habitantes Khorrami de las tierras altas. Javidhan, atrapado en la nieve de regreso de Zanjān a Badd, tuvo que buscar refugio en Belalabad y entró en la casa de la madre de Babak. Siendo pobre, lo único que podía hacer por él era encender un fuego, mientras Babak atendía a los sirvientes y caballos del huésped y les traía agua. Luego, Javidhan envió a Babak a comprar comida, vino y pienso. Cuando Babak regresó y habló con Javidhan, impresionó a Javidhan con su astucia a pesar de su falta de fluidez al hablar. Por lo tanto, Javidhan le pidió permiso a la mujer para llevarse a su hijo a administrar sus granjas y propiedades, y se ofreció a enviarle cincuenta dirhams al mes del salario de Babak. La mujer aceptó y dejó ir a Babak.
Bajo la dirección de su mentor Javidhan, líder de una de las sectas de los khorramitas, los conocimientos de Babak de historia, geografía y las últimas tácticas de batalla fortalecieron su posición como candidato favorito a comandante durante las primeras guerras contra los ocupantes árabes. Bābak era una persona muy espiritual que respetaba su herencia zoroástrica. Hizo todos los esfuerzos posibles por unir a los iraníes y también por formar un frente unido contra el califa árabe con líderes como Maziar. Según el historiador medieval Ibn Esfandyar, quien escribió el libro Tarikh-e Tabaristan (Historia de Tabaristán), Maziar dijo: 
Yo (Maziar), el Afshin Heydar hijo de Kavus, y Babak habíamos hecho un juramento y alianza de que retomaríamos el gobierno de manos de los árabes y de transferir el gobierno y el país a la familia de los Cosroes (sasánidas).
Sin embargo, uno de los períodos más dramáticos de la historia de Irán se estableció bajo el liderazgo de Bābak entre 816 y 837. Durante estos años cruciales, no solo lucharon contra el Califato, sino también por la preservación de la lengua y cultura persas. 
Después de la muerte de Javidhan, Babak se casó con la esposa de Javidhan y se convirtió en el líder de los Khorramis, en algún punto del año 816-17 durante el reinado de al-Mamún. Babak incitó a sus seguidores a rebelarse contra el régimen califal. Los reportes afirman que Babak llamó a los persas a las armas, se apoderó de castillos y puntos fuertes, bloqueando así los caminos a sus enemigos. Poco a poco se le unió una gran multitud.
 

Según Vladímir Minorski, alrededor de los siglos IX-X:
La población sedentaria original de Azerbaiyán consistía en una masa de campesinos y para el momento de la conquista árabe estaba comprometida bajo el término semi-despectivo de Uluj ("no árabe") - algo similar al de raya (* ri'aya) durante el imperio Otomano. Las únicas armas de esta pacífica y rústica población eran las hondas  (véase Tabari, II, 1379-1389). Hablaban varios dialectos (Adhari (antiguo idioma azerí), Talishi), de los cuales incluso ahora quedan algunos islotes que sobreviven entre la población de habla turca. Fue esta población rudimentaria en la que se apoyó Babak en su revuelta contra el califato. 
Durante mucho tiempo habían existido grupos de Khorramis dispersos por Isfahán, Adharbayjan, Ray, Hamadan, Armenia, Gorgán y otras partes de Irán, y ocurrieron algunas revueltas de khorramis anteriores, por ejemplo, en Gorgán junto a los Bātenis de Estandarte Rojo (Sorkh-'alamān) en el reinado del califa Al-Mahdi en 778 y 779, cuando 'Amr b. 'Ala', el gobernador de Tabaristán, recibió la orden de rechazarlos, y en Isfahán, Ray, Hamadán y otras partes durante el reino de Harún al-Rashid, cuando 'Abd-Allah b. Malek y Abu Dolaf 'Ejli los derrotaron en nombre del califa, pero ninguna tuvo la magnitud y duración de la revuelta de Babak, que inmovilizó a los ejércitos califales durante veinte años. Después del surgimiento de Babak, el movimiento Khorrami se centró en Adharbayjan y se reforzó con voluntarios de otros lugares, probablemente incluyendo a descendientes de los partidarios de Abu Muslim y otros enemigos iraníes del califato abasí. Las cifras calculadas sobre la fuerza del ejército Khorramdinan de Babak, de 100.000 hombres (Abu'l-Ma'ali), 200.000 ( Mas'udi ) o innumerables (Baghdadi) son sin duda muy exageradas, pero al menos indican que era grande. Durante el tiempo de Babak, había Khorramis dispersos en muchas regiones de Irán, además de Adharbayjan, según se informa en Tabaristán, Jorasán, Balj, Isfahán, Kashan, Qom, Ray, Karaj, Hamadán, Lorestán, Juzestán y en Basora y Armenia.
Tabari señala que Babak afirmaba poseer el espíritu de Javadan, y que Babak se hizo activo en 816 y 817. En 819–820, Yahya ibn Mu'adh luchó contra Babak, pero no consiguió derrotarlo. Dos años más tarde, Babak venció a las fuerzas de Isa ibn Muhammad ibn Abi Khalid. En 824-825, el general califal Ahmad ibn al Junayd fue enviado contra Babak. Babak lo derrotó y lo capturó. 
En 827–828, Muhammad ibn Humayd Tusi fue enviado a luchar contra Babak. Obtuvo una victoria y envió a algunos prisioneros enemigos a al-Mamún, pero no a Babak. Sin embargo, unos dos años después, el 9 de junio de 829, Babak obtuvo una victoria decisiva sobre este general en Hashtadsar. Muhammad ibn Humayd perdió la vida, muchos de sus soldados murieron, y los supervivientes huyeron en desorden. 
En 835-836, el califa al-Mutásim envió a su destacado general Afshin contra Babak. Afshin reconstruyó fortalezas. Empleó un sistema de retransmisión para proteger las caravanas de suministros. Babak intentó capturar el dinero que se enviaba para pagar al ejército de Afshin, pero fue sorprendido, perdió a muchos hombres y apenas logró escapar. Logró, eso sí, capturar algunos suministros e infligir algunas dificultades a sus enemigos. Se han mencionado varios nombres entre los comandantes de Babak, incluyendo a Azin, Rostam, Tarkhan, Mua'wiyah y Abdullah.
Al año siguiente, Babak derrotó a las fuerzas del subalterno de Afshin, Bugha al-Kabir. En 837-838, al-Mutásim envió refuerzos a Afshin y le dio instrucciones militares claras. Siguiéndolas pacientemente Afshin logró capturar la fortaleza de Babak en Badhdh. Babak escapó. Al-Mutásim envió a Afshin una garantía de seguridad para Babak. Le fue llevada a Babak, quien se disgustó mucho. Dijo: "Es preferible vivir un solo día como gobernante que vivir cuarenta años como esclavo abyecto". 
Decidió abandonar el país e irse al Imperio Bizantino y en su camino Babak se encontró con Sahl Smbatean (Sahl ibn Sunbat en las fuentes árabes), príncipe de Jachen, quien era armenio de acuerdo con la historiografía armenia y albanés caucásico de acuerdo con la historiografía Adharbayjaní. Sahl Smbatian, sin embargo, capturó y entregó a Babak a Afshin a cambio de una gran recompensa. Al-Mutásim ordenó a su general que le trajera a Babak. Afshin informó a Babak de esto y le dijo que, dado que Babak podría no regresar nunca, era momento de echar un último vistazo. A petición de Babak, Afshin permitió que su prisionero fuera a Badhdh. Allí, Babak atravesó su fortaleza en ruinas una noche hasta el amanecer. 
Eventualmente, Bābak, su esposa y sus guerreros fueron obligados a abandonar Ghaleye Bābak después de 23 años de campañas constantes. 

## Muerte
Eventualmente fue traicionado por Afshin y entregado al califa abasí. Durante la ejecución de Bābak, los secuaces del Califa primero le cortaron las piernas y las manos para así transmitir el mensaje más devastador posible a sus seguidores. Según la leyenda, Bābak se enjuagó valientemente la cara con la sangre derramada que brotaba de sus heridas, privando así al Califa y al resto del ejército abasí de ver su rostro pálido, como resultado de la gran pérdida de sangre. Luego fue despellejado en vida mientras lo cosían en la piel de una vaca con los cuernos al nivel de sus orejas para aplastar gradualmente su cabeza mientras se secaba.

## Legado
El control del califato abásida sobre la zona del actual Azerbaiyán iraní disminuyó como consecuencia de la revuelta que lideró, ocurrida entre 816 y el 838.
Babak Khorramdin no era muy conocido fuera del mundo académico hasta el siglo XX; sin embargo, debido a los esfuerzos soviéticos de construcción de la nación y al hecho de que Babak siguiera las enseñanzas de Mazdak con sus temas proto-socialistas, Babak Khorramdin fue proclamado héroe nacional de la República Socialista Soviética de Azerbaiyán. Por ejemplo, el académico de la era soviética Ziya Bunyadov afirmó que "Babak era un héroe nacional del pueblo azerbaiyano." Sin embargo, el etnólogo, historiador y antropólogo ruso Victor Schnirelmann rechazó la teoría de Bunyadov, criticándolo por no mencionar que Babak hablaba persa e ignorando los testimonios de contemporáneos de Babak que lo llaman persa. Hasta el día de hoy, en la actual República de Azerbaiyán, Babak es una figura de culto y se celebra como un héroe nacional. En el Irán moderno, debido al auge del nacionalismo en el siglo XX y al renovado interés en el Irán preislámico, Babak Khorramdin fue redescubierto durante el reinado de Reza Shah y es celebrado como héroe nacional. Sin embargo, Babak sigue siendo una figura controvertida en la república islámica, y el hecho de que sea idolatrado es criticado por algunos clérigos chiíes.